# Synopsia fagaria
Synopsia fagaria är en fjärilsart som beskrevs av Wrnbg. Synopsia fagaria ingår i släktet Synopsia och familjen mätare. Inga underarter finns listade i Catalogue of Life.